# 奥莱 (厄尔-卢瓦省)
奥莱（法語：Ollé，法語發音：[ɔle]）是法国厄尔-卢瓦省的一个市镇，属于沙特尔区。

## 地理
奥莱（48°23'16"N, 1°17'49"E）面积13.12 平方千米，位于法国中央-卢瓦尔河谷大区厄尔-卢瓦省，该省份为法国北部内陆省份，北起顺时针与厄尔省、伊夫林省、埃松省、卢瓦雷省、卢瓦-谢尔省、萨尔特省和奧恩省接壤。
与奥莱接壤的市镇（或旧市镇、城区）包括：塞尔奈、奥鲁埃尔、厄尔河畔圣乔治、绍富尔、巴约勒潘、马尼、马尔谢维尔。
奥莱的时区为UTC+01:00、UTC+02:00（夏令时）。

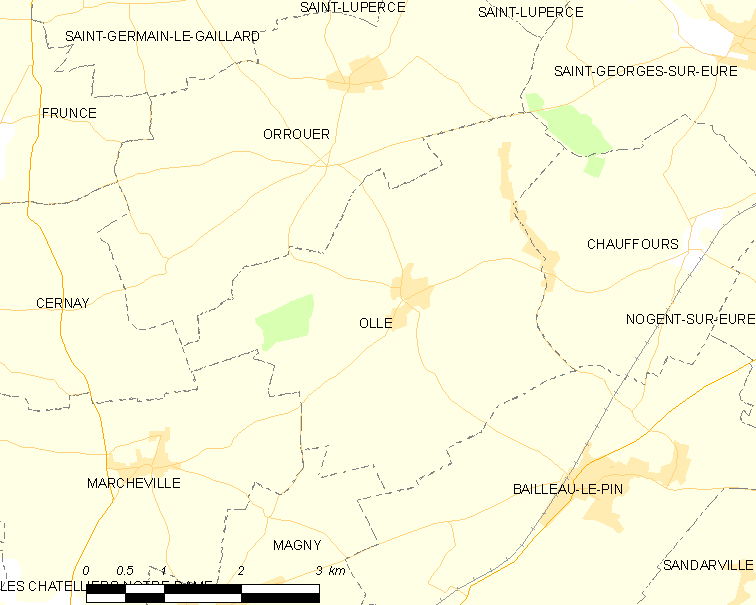
奥莱的OSM定位图

## 行政
奥莱的邮政编码为28120，INSEE市镇编码为28286。

## 政治
奥莱所属的省级选区为伊利耶孔布赖县。

## 人口

1962-2008年间奥莱人口变化图示

奥莱于2022年1月1日时的人口数量为626人。